# شهرداری کرمان
شهرداری کرمان مؤسسه عمومی غیردولتی است که در سال ۱۲۸۸ خورشیدی با عنوان بلدیه کرمان تأسیس شد و مسئولیت اداره شهر کرمان را برعهده دارد. گستره شهرداری کلان‌شهر کرمان در حال حاضر ۵ منطقه است.

## تاریخچه
نخستین شهردار کرمان، «مهدی احمدی» مشهور به «آقا مهدی رئیس بلد» بود. این شخص علاوه بر اینکه از خاندان احمدی و عموی آیت‌الله حاج میرزا رضا کرمانی بود، شخصاً هم به‌عنوان مردی سرشناس شناخته می‌شد.

## ساختار سازمانی

### معاونت‌ها
- معاونت برنامه‌ریزی و توسعه سرمایه انسانی
- معاونت حمل‌ونقل و امور زیر بنایی
- معاونت خدمات شهری
- معاونت شهرسازی و معماری
- معاونت فرهنگی و اجتماعی
- معاونت مالی و اقتصادی

### سازمان‌ها
- سازمان آتش‌نشانی و خدمات ایمنی
- سازمان مدیریت آرامستان‌ها
- سازمان مدیریت حمل‌ونقل و بار مسافر
- سازمان ساماندهی مشاغل شهری و فرآورده‌های کشاورزی
- سازمان سرمایه‌گذاری و مشارکت‌های مردمی
- سازمان سیما، منظر و فضای سبز شهری
- سازمان عمران و بازآفرینی فضای شهری
- سازمان فناوری اطلاعات و ارتباطات
- سازمان مدیریت پسماند
- سازمان مدیریت و مهندسی شبکه حمل‌ونقل[۴]

## شهرداران
فهرست شهرداران پس از انقلاب در کلان‌شهر کرمان تاکنون چهارده نفر بوده‌است.

### پس از انقلاب
| دوره | شهردار             | آغاز تصدی       | پایان تصدی      | توضیح |
| ---- | ------------------ | --------------- | --------------- | ----- |
| ۱    | حسین جلال کمالی    | ۱۰ اسفند ۱۳۵۷   | ۱ خرداد ۱۳۵۸    |       |
| ۲    | علی زنگی آبادی     | ۱۵ بهمن ۱۳۵۸    | ۲۲ فروردین ۱۳۶۱ |       |
| ۳    | سید محمدرضا مهدوی  | ۲۲ فروردین ۱۳۶۱ | ۳۱ فروردین ۱۳۶۶ |       |
| ۴    | محمد سام           | ۳۱ فروردین ۱۳۶۶ | ۱۳ مهر ۱۳۷۳     |       |
| ۵    | سید حسین صابری     | ۱۳ مهر ۱۳۷۳     | دی ۱۳۷۶         |       |
| ۶    | عباس نگارستانی     | ۱۳۷۶            | آبان ۱۳۷۷       |       |
| ۷    | تحسینی             | آذر ۱۳۷۷        | خرداد ۱۳۷۸      |       |
| ۸    | علی مهاجری         | خرداد ۱۳۷۸      | اردیبهشت ۱۳۸۲   |       |
| ۹    | محمد جلال مآب      | خرداد ۱۳۸۲      | خرداد ۱۳۸۶      |       |
| ۱۰   | ابوالقاسم سیف‌اللهی | ۱۳۸۶            | ۱۳۹۴            |       |
| ۱۱   | علی بابایی         | ۱۳۹۴            | ۱۳۹۶            |       |
| ۱۲   | سید مهران عالم‌زاده | مهر ۱۳۹۶        | مرداد ۱۴۰۰      |       |
| ۱۳   | سعید شعرباف        | شهریور ۱۴۰۰     | دی ۱۴۰۲         |       |
| ۱۴   | محسن تویسرکانی     | دی ۱۴۰۲         | تاکنون          |       |